# Emilia Giuliani-Guglielmi
Emilia Emanuela Giuliani-Guglielmi (* 23. April 1813 in Wien; † 27. November 1850 in Pest) war eine italienisch-österreichische Gitarristin und Komponistin.

## Leben
Emilia Giuliani war eine außereheliche Tochter des italienischen Gitarristen und Komponisten Mauro Giuliani und seiner Wiener Lebensgefährtin Anna Wiesenberger (1784–1817). Sie wurde von ihrem Vater im Gitarrespiel unterrichtet. Wie er spielte sie virtuos Gitarre und komponierte, die beiden traten auch als Duo auf.
Im März 1841 spielte sie in Wien „mit den von ihr erfundenen Doppelflageoletttönen […]; ihre Mechanik verdient Beachtung, wäre sie nur einem dankbareren Gegenstande zugewendet“. Der doppelte Flageolettton gehört seitdem zum spieltechnischen Repertoire der klassischen Gitarristen. Am 8. Dezember 1841 gab sie im Wiener Musikvereinssaal ein zweites Konzert und erbrachte „Beweise ihrer außerordentlichen Fähigkeit auf der Guitarre“. In den Jahren 1841–1844 unternahm sie eine Konzertreise durch Europa.
Von ihren Werken sind die meisten in Vergessenheit geraten. In Erinnerung geblieben ist das Präludium Op. 46 Nr. 1. Es wird als Erkennungsmelodie der „Musikstunde“ des Radiosenders SWR2 in der Interpretation von Sigi Schwab gespielt.
Siegfried Schwab schrieb auch das Stück Prelude Nr. 1 – Emilia - aus Opus 3. Hommage à Emilia Giuliani (1980), welches zusammen mit Emilia Giuliani-Guglielmis Presto als Duo gespielt werden kann.

## Werke (Auszug)
- Op. 9 Variazioni su un tema di mercadante
- "Op. 46 Six Preludes" auf den Seiten des International Music Score Library Project